# Шульпяков, Глеб Юрьевич
Глеб Ю́рьевич Шульпяко́в (род. 28 января 1971, Москва) — русский поэт, прозаик и переводчик, литературный критик, телеведущий.

## Биография
Окончил факультет журналистики Московского государственного университета. Как эссеист и литературный критик публиковался с середины 90-х годов в таких изданиях как «Литературная газета», «Век», «Общая газета», «Московские новости», «Огонёк», «Новый мир» и др. С 1997 по 2003 работал в книжном приложении к «Независимой газете» — «Ex Libris». Возглавлял отдел поэзии литературного журнала «Новая Юность». В 2008—2010 годах вёл еженедельную программу «Достояние республики» об исчезающих памятниках архитектуры на телеканале «Культура».
Является автором пяти книг стихотворений, нескольких романов и книг путевой прозы, а также художественного исследования «Батюшков не болен». Автор пьес «Пушкин в Америке», «Карлик», «Батюшков не болен», переводил с английского языка пьесы Т. Стоппарда, эссе Т. С. Элиота и У. Х. Одена, стихотворения Т. Хьюза, Ф. Сампсон, Э. Файнштейн, Р. Хасса. Стихотворения Шульпякова переведены на английский, немецкий, болгарский, китайский, французский, итальянский, турецкий и арабский языки.

### Сборники стихотворений
- Шульпяков Г. Ю. Щелчок. — Москва: Независимая газета, 2001. — 120 с. — (Поэзия). — 1000 экз. — ISBN 5-86712-126-7.
- Шульпяков Г. Ю. Жёлудь. — Москва: Время, 2007. — 80 с. — (Поэтическая библиотека). — 1000 экз. — ISBN 5-9691-0181-8.
- Шульпяков Г. Ю. Письма Якубу. — Москва: Время, 2012. — 80 с. — (Поэтическая библиотека). — 1000 экз. — ISBN 978-5-9691-0725-0.
- Шульпяков Г. Ю. Саметь. — Москва: Время, 2012. — 80 с. — (Поэтическая библиотека). — 1000 экз. — ISBN 978-5-9691-1573-6.
- Шульпяков Г.Ю. Белый человек. Книга избранных стихотворений. — М.: Время, 2021. — 978-5-9691-2071-6

### Романы
- Шульпяков Г. Ю. Книга Синана. — Москва: Ad Marginem, 2005. — 256 с. — (Суперmarket). — 5000 экз. — ISBN 5-93321-113-3.
- Шульпяков Г. Ю. Цунами. — Москва: Вагриус, 2008. — 240 с. — 4000 экз. — ISBN 978-5-9697-0547-0.
- Шульпяков Г. Ю. Фес. — Москва: Время, 2010. — 208 с. — (Самое время!). — 2000 экз. — ISBN 978-5-9691-0593-5.
- Шульпяков Г. Ю. Музей имени Данте. — Москва: Эксмо, 2013. — ISBN 978-5-699-65981-4.
- Шульпяков Г. Ю. Красная планета. — Москва: Эксмо, 2019. — ISBN 978-5-04-097488-7.

### Художественное исследование
- «Батюшков не болен» — М.: АСТ, редакция Елены Шубиной, 2023. — ISBN 978-5-17-158135-0

### Сборники очерков и эссе
- Шульпяков Г. Ю. Персона Grappa. — Москва: МК-Периодика, 2002. — 224 с. — (Современная библиотека для чтения). — 5000 экз. — ISBN 5-94669-022-1.
- Шульпяков Г. Ю. Коньяк. — Москва: Издательство Антона Жигульского, 2004. — 176 с. — (Путешествие в легенду). — ISBN 5-902617-08-1.
- Шульпяков Г. Ю. Дядюшкин сон и другие эссе. — Москва: Emergency Exit, 2005. — 160 с. — 2000 экз. — ISBN 5-98726-025-6.
- Шульпяков Г. Ю. Общество любителей Агаты Кристи. Живой дневник. — Москва: АСТ: Астрель; ВКТ, 2009. — 224 с. — (Современная библиотека для чтения). — 3000 экз. — ISBN 978-5-17-055808-7. — ISBN 978-5-271-22146-0.
- Шульпяков Г. Ю. Город Ё. — Москва: Новое литературное обозрение, 2012. — 120 с. — 2000 экз. — ISBN 978-5-86793-916-8.
- Шульпяков Г. Ю. Запад на Восток. — Москва: Эксмо, 2020. — ISBN 978-5-04-114052-6.

### Переводы
- Оден У. Х. Застольные беседы с Аланом Ансеном / пер. с англ. Г. Ю. Шульпяков. — Москва: Независимая газета, 2003. — 256 с. — (Диалоги о культуре). — 5000 экз. — ISBN 5-86712-090-2.
- Оден У.Х. Рука красильщика и другие эссе. — М.: Издательство Ольги Морозовой, 2021. — 978-5-98695-091-4

### Признание
- 2001 — поощрительная премия «Триумф» в области поэзии.
- 2005 — лауреат конкурса драматургии «Действующие лица» за пьесу «Пушкин в Америке».
- 2012 — короткий список «Премии за лучшую переводную книгу» за сборник стихотворений «A Fireproof Box» (США).
- 2013 — специальный диплом премии «Московский счёт» за книгу стихотворений «Письма Якубу».
- 2024 — премия Anthologia за высшие достижения современной русской поэзии.